# Echinoclathria riddlei
Echinoclathria riddlei är en svampdjursart som beskrevs av Hooper 1996. Echinoclathria riddlei ingår i släktet Echinoclathria och familjen Microcionidae. Inga underarter finns listade i Catalogue of Life.